# Egbert van Amstel
Egbert van Amstel (1105 - 1172) was schout en rentmeester van Amestelle en ministeriaal van de bisschop van Utrecht van 1131 tot 1172.
Egbert en zijn broer Godfried waren vermoedelijk zonen van Wolfgerus van Amstel. In een oorkonde uit 1131 treden Egbert en Godfried van Amstel op als getuigen in een onderscheiden groep van dienstmannen van de toenmalige bisschop van Utrecht, Andries van Cuijk (1128-1139). Deze getuigen waren de burggraaf van Utrecht, Arnold van Schalkwijk, de schout van Utrecht, Alfero van der Aa, de belastinggaarder Gerardus, en daarnaast Herman I van Woerden, Bero van Weesp, en Berholt van Lindis. Omdat Egbert en Godfried van Amestelle in in de groepering van dienstmannen van de bisschop van Utrecht optraden, zonder vermelding van hun functies maar wel met de naam Amestelle, kan worden aangenomen dat zij in 1131 ministerialen van de kerk van Utrecht waren. Het optreden van Godfried beperkt zich tot de oorkonde van 1131, daarna wordt hij niet meer in bronnen vermeld.
Uit de oorkonde van 1131 kan niet direct worden opgemaakt dat Egbert een zoon was van Wolfgerus van Amstel. Zijn vernoeming naar Amestelle doet dit wel vermoeden. Een hiervoor ondersteunend argument is dat beiden ministerialen waren, niet van een van de Utrechtse kapittels, maar van de bisschop. In de maatschappij van de ministerialiteit van het Sticht bezaten zij derhalve aanzienlijk gezag, Wolfgerus als 'serviens episcopi' en Egbert als 'ministerialis Beati Martini', de Sint Maarten, de kerk van de bisschop. Hun functie en die van de nazaten van Egbert van Amstel was die van schout/meier (maior domus) van Amestelle. Ten slotte pleit voor hun filiatie de continuïteit van het goederenbezit 'in Amestella et in alliis justiciis in circuitu' dat zij voor de bisschop beheerden. In 1131 waren dit de dienstgoederen in het oude Werinon/Nederhorst, dienstgoederen rond het Overmeer en dienstgoederen in Amestelle.

## Eerste jaren als ministeriaal
De bestuurlijke loopbaan van Egbert als ministeriaal begon omstreeks 1131 en viel samen met het episcopaat van drie bisschoppen, Andries van Cuijk (1128-1139), Hartbert van Bierum (1139-1150) en Godfried van Rhenen (1150-1178). Zijn vermeldingen in de oorkonden van de hoge geestelijke en wereldlijke machthebbers van de twaalfde eeuw waren een direct gevolg van zijn maatschappelijke positie als ministeriaal van de bisschop van Utrecht.
In 1131 raakt hij waarschijnlijk betrokken bij een conflict tussen het geslacht Van Cuijk en het Hollandse gravengeslacht. Op 7 oktober 1143 is hij aanwezig bij de nieuwe abdijkerk van Egmond door Hartbert, bisschop van Utrecht in aanwezigheid van Dirk IV, graaf van Holland en zijn vrouw Sophia van Reineck. Op 18 oktober 1145, deed Koenraad, koning van het Duitse Roomse Rijk twee oorkonden uitgaan. In de eerste gerechtelijke uitspraak werd Hartbert, bisschop van Utrecht, weer in het bezit van de Friese graafschappen Oostergo en Westergo gesteld. Op dezelfde dag kende de koning aan de kapittels van de Utrechtse domkerk en Oudmunster het alleenrecht toe in geval van een vacature een nieuwe bisschop te kiezen. Als bisschoppelijk ministeriaal getuigde Egbert van Amstel in beide oorkonden. Twee jaar later in 1147 trad hij op als getuige inzake de overdracht van een erfpacht te Wolphaartsdijk (Zuid Beverland) door het klooster van Sint Pieters in Utrecht aan de gebroeders Van Schingen.

## Conflicten met de bisschop
In 1156 komt een overeenkomst tot stand tussen Egbert van Amstel en het kapittel van Sint Marie, vastgelegd in een oorkonde, waarin Van Amstel wordt meegedeeld dat hij in het vervolg de grenzen van zijn dienstgoederen en die van het kapittel in de landen rond het Overmeer dient te respecteren. Bovendien diende hij de halve tiende van Weesp, die hij zich kennelijk had toegeëigend, aan het kapittel af te dragen. Dit is waarschijnlijk een direct gevolg van ongeregeldheden in verband met de keuze voor Herman van Horne als bisschop en de verzelfstandiging van de minsterialiteit die een groeiende maatschappelijke betekenis kreeg. Het feit dat de Duitse keizer Frederik I von Hohenstaufen de oorkonde in Utrecht vervaardigde en de bisschoppen van Keulen en Luik en de gekozen bisschop van Utrecht Godfried van Rhenen en de graven van Gelre, Kleef en Holland als getuigen optraden, is zowel een bewijs van de ernst van de overtreding van Egbert van Amstel als een aanduiding van zijn stijgende maatschappelijke status, die meer bisschoppelijke ministerialen hadden weten te verwerven.
In 1159 zag Godfried van Rhenen zich wederom geconfronteerd met een opstand van zijn ministerialen. De aanleiding hiervoor was dat de bisschop, waarvan de ministerialen van het Sticht het ermee oneens waren dat deze was gekozen, hun rechten dreigde in te perken. De ministerialen organiseerden zich in een krachtig verzet tegen de bisschop en een groot aantal ging over in dienst van de graaf van Gelre in de hoop diens steun te krijgen. Na negen maanden slaagden de Duitse keizer en de aartsbisschop van Keulen erin het conflict tussen de bisschop en zijn ministerialen te beëindigen.
In 1165 kwam Godfried van Rhenen in direct conflict met de graaf van Holland over waterstaatkundige problemen. De afwatering van de ontgonnen moerassen, die in de elfde eeuw tot stand was gekomen, gaf in de twaalfde eeuw telkens weer aanleiding tot spanningen tussen Utrecht en Holland. Om de aanvoer van Rijnwater te stagneren bouwde Holland vermoedelijk tussen 1163 en 1165 een stuwdam in de Oude Rijn, de Zwammerdam ten noordwesten van Bodegraven. Hierdoor kwam de afwatering van de Stichtse ontginningen stroomopwaarts in gevaar. De Duitse keizer kwam op verzoek van de bisschop persoonlijk naar Utrecht om de kwestie te regelen. De keizer bepaalde dat de Swammerdam diende te worden verwijderd. Afspraken over de waterbeheersing werden vastgelegd in een oorkonde en Egbert van Amestelle trad hierbij op als een van de getuigen samen met andere belanghebbenden bij de verbetering van de waterbeheersing.
In 1169 verzoende Egbert van Amstel (en ook andere ministerialen) zich met de bisschop van Utrecht. De goederen waarvan Egbert bij voortduring had geweigerd de inkomsten aan de bisschop af te dragen tijdens conflicten worden in twee oorkonden vermeld. De oorkonde van 1169 maakt melding van Amestelle en andere rechtsgebieden in de nabijheid. Deze andere gebieden worden gevonden in de oorkonde van 1156, en betreffen het 'voorland' aan de Holendrecht tot aan Weesp en het Retveld - waarschijnlijk de Aertveldsepolder tussen Nigtevecht en Weesp aan de ene zijde van de rivier de Vecht en aan de andere zijde van de Vecht, Kortenhoef, in het rechtsgebied rond Overmeer. Wel hield hij de opbrengsten van het Bijlmermeerbroek en de daarbij behorende landerijen en waterpartijen. Een van deze aanhorigheden was het befaamde jachtgebied van de bisschop van Utrecht en het geslacht Van Amstel, het Reyghersbosch, bos- en moerasgebieden gelegen tussen Ouderkerk, Weesp, Abcoude en Nigtevecht. 

## Huis ten Bosch in Weesp

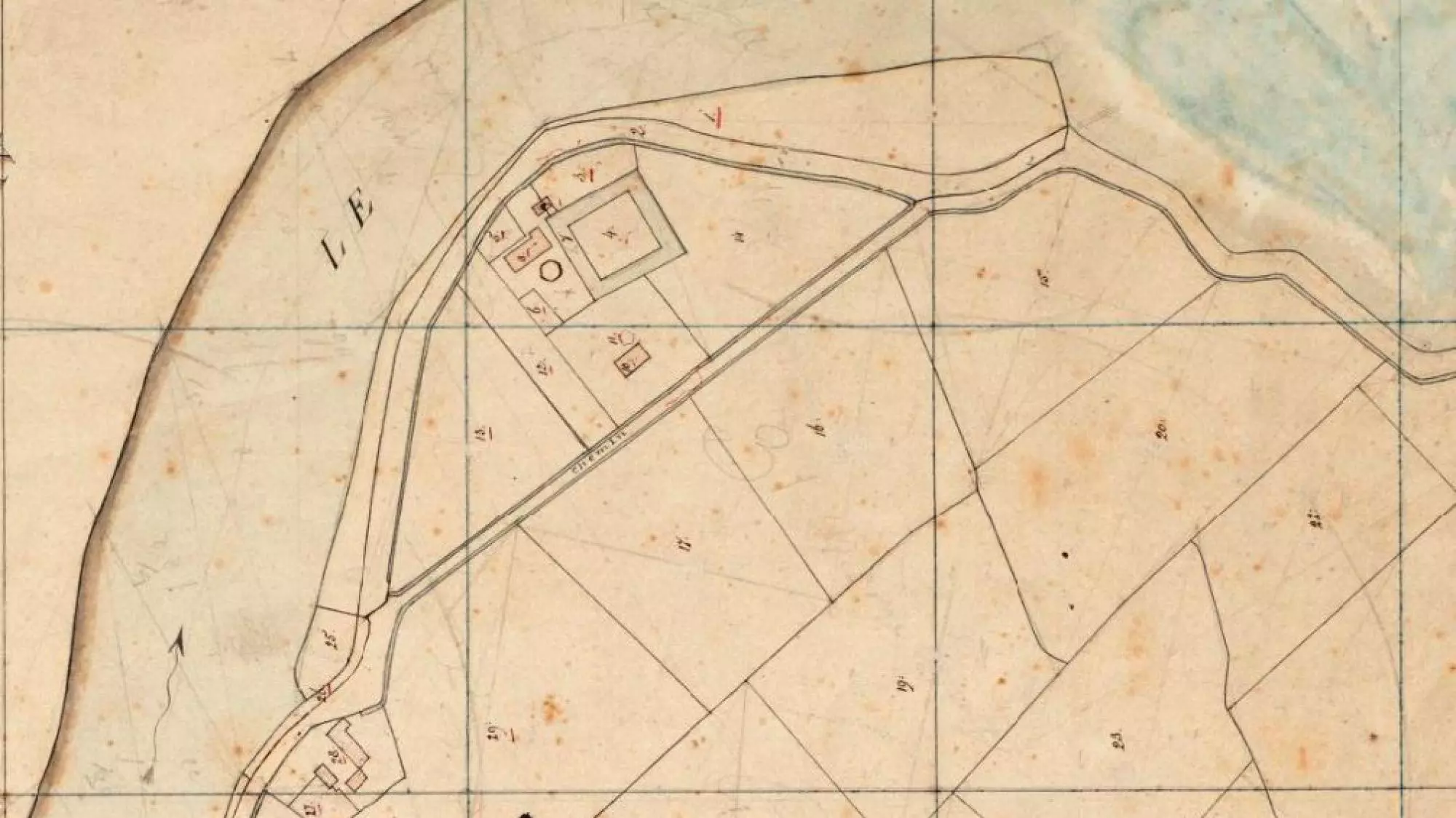
Kadastrale kaart uit 1818 met een duidelijke slotgracht

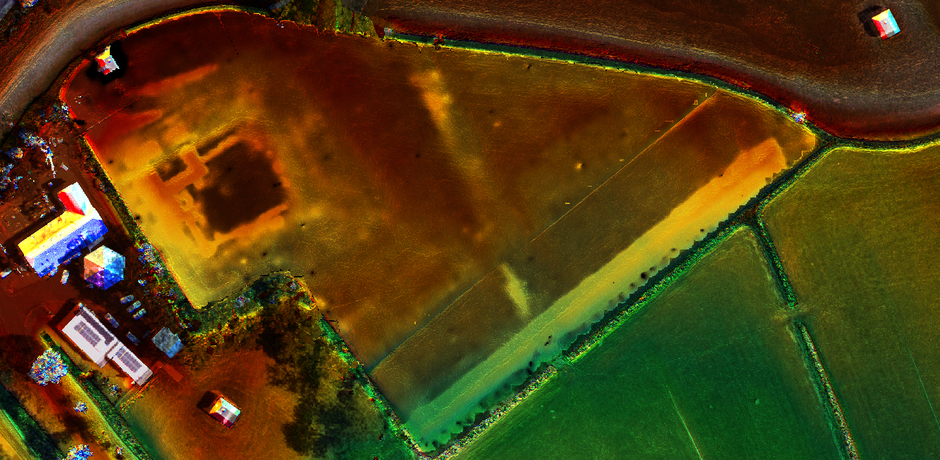

In 2022 is door het bureau Monumenten en Archeologie van de gemeente Amsterdam uitgebreid onderzoek gedaan naar het 'verdwenen' kasteel Huis ten Bosch bij fort Uitermeer aan de Vecht bij Weesp. Op verschillende oude kaarten werd het bestaan van dit kasteel al bevestigd. Bij het onderzoek werden de resten van het kasteel en een slotgracht gevonden in de ondergrond. 
Het is aannemelijk dat de Van Amstels, om de noordzijde van het Sticht en het Amstelland en hun belangrijke bronnen van inkomsten uit de (verpachting van) uitgestrekte waterlanden, bos, jacht- en visserijgebieden bij Ouderkerk, Nigtevecht, Weesp, Uitermeer en Overmeer (Nederhorst) te besturen en beschermen, meerdere versterkingen hebben opgericht zoals in Ouderkerk (strategisch gelegen aan de Amstel) en bij Weesp (strategisch gelegen aan de Vecht). Deze versterkte woonhuizen en verdedigingswerken, waarschijnlijk ook gebruikt om oogsten op te slaan, werden waarschijnlijk eerst van hout gemaakt (in de tijd van Wolfgerus en Egbert) en later opgetrokken in steen. Ook de kern en kerkberg Werinon (het huidige Nederhorst den Berg) waren in het bezit van de familie Van Amstel. Op de plek van het huidige kasteel Nederhorst (waarvan in de 13e eeuw al melding wordt gemaakt) heeft waarschijnlijk ook een versterking van de Heren van Amstel gestaan. Hier is nog geen archeologisch onderzoek naar gedaan. In 1257 wordt Alphert van Wulven als Heer van Werinon (Nederhorst) vermeld. De familie Van Wulven, ook een familie behorend tot de Stichtse ministerialiteit en actief in Nederhorst, de Langbroekerwetering, Woerden en Houten, was in de 12e eeuw al via een huwelijk verbonden aan de Van Amstels en er zijn sterke aanwijzingen dat beide families dezelfde oorsprong hebben.

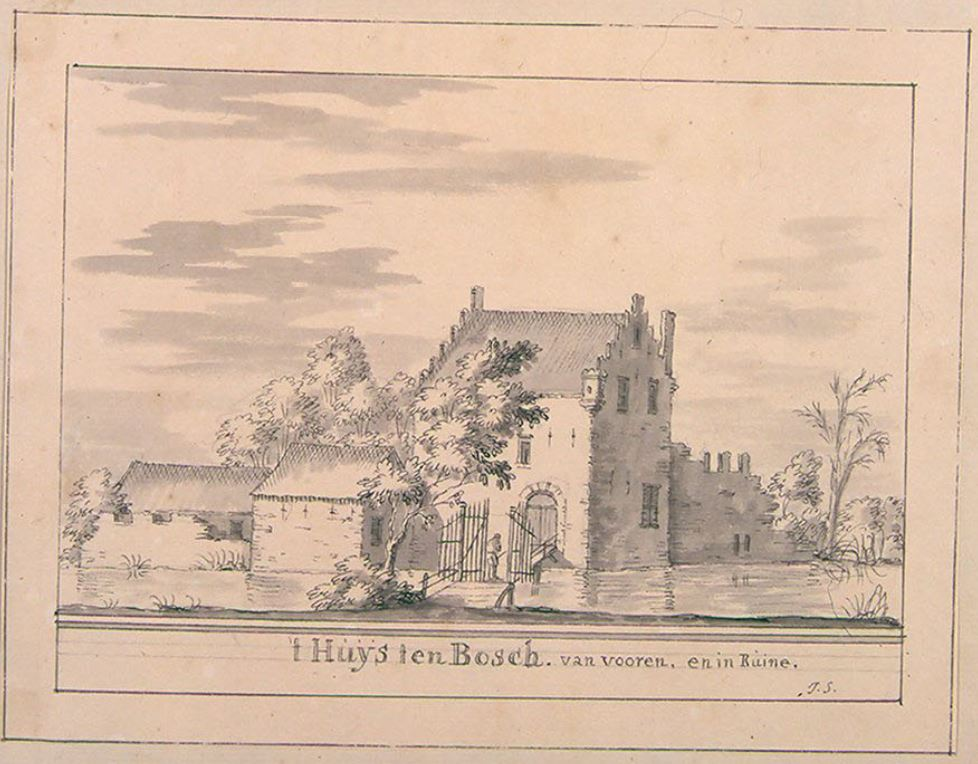
Oude tekening van Huis ten Bosch - het is onduidelijk of dit een realistische weergave is.

De naam Huis ten Bosch is waarschijnlijk ontstaan doordat het kasteel vlak bij het Reyghersbosch of ook wel Bindelmerebosch (Bindelmere = Bijlmermeer) gelegen was. Het hele gebied ten zuiden van het Bijlmermeer stond bekend als 'Bindelmerebroec' en ook wel 'Bindelmerebosch'  
In oude teksten wordt gesproken over een 13e-eeuwse lusthof van de Heren van Amstel, genaamd Reygershof of Reygersbroek en wordt dit in Ouderkerk op de huidige Joodse begraafplaats geplaatst. Tot de 18e eeuw heeft, ter hoogte van de Provincialeweg 30 in Amsterdam, een buitenplaats Reygersbroeck bestaan. Deze was gesitueerd aan de rand van of in het toenmalige Reyghersbosch. Hier is nog geen archeologisch onderzoek gedaan. 
Op 10 juli 1363 staat in een charter dat Hertog Albrecht omtrent het Reyghersbosch te Bindermerebroec bepalingen maakt met de Heer van Egmond en van IJsselstein om het bos te gebruiken en hier voordeel uit te trekken. Deze Heer Herboren van IJsselstein, zoon van Arend van Amstel (broer van Gijsbrecht IV van Amstel) trouwde met de erfdochter van het geslacht Van Den Bosch.

## Erfelijk rentmeesterschap
Ondanks dat Godfried van Rhenen zijn rebellerende ministeriaal in de kerkelijke ban had gedaan wegens onrechtmatig optreden, bleef deze volharden in zijn overtredingen. Pas nadat het keizerlijke hof hem had beschuldigd van majesteitsschennis en de aartsbisschop van Keulen de opdracht gaf dit en eerdere conflicten van de kerkvorst met zijn ministerialen en edelen op te lossen, verzoende Egbert van Amstel zich geheel met de bisschop van Utrecht. Van alle dienstgoederen die hij - als ware het leengoederen - had gebruikt, deed hij onder ede afstand. Hij ontving de goederen terug voor de uitoefening van zijn rentmeesterschap en daarnaast het recht, dat na zijn dood een van zijn zonen Gijsbrecht (I van Amstel) hetzelfde rentmeesterschap volgens gewoonterecht uit handen van de bisschop zou vragen en ontvangen, op voorwaarde dat hij zich als trouw dienaar in de administratie van het bisdom zou gedragen. Het Bijlmermeerbroek en de halve tiende van Weesp, die hij wederrechtelijk in bezit had genomen, moest hij voor eeuwig en onvoorwaardelijk aan de kerk van Utrecht afstaan.
Uit bovenstaande blijkt dat de macht van Egbert sinds 1145 steeds meer toenam en dat hij zich schuldig maakte, net als vele anderen, aan wederrechtelijke toe-eigening van inkomsten en rechten van kerkelijke goederen. Uit het feit dat hij dit met dreiging van militaire middelen zo lang heeft kunnen voortzetten en in 1169 met veel moeite kon worden bedwongen, blijkt dat hij in verhouding een zeer machtig ministeriaal is geweest. Hij wist bovendien te bedwingen dat de functie van rentmeester van Amestelle en de rechtsdistricten rond het Overmeer erfelijk aan het geslacht Van Amstel kwam. De welhaast strategische rebellie en gedurfde toe-eigeningen voor 1169 door Egbert leidden dan ook tot grote voordelen voor de familie Van Amstel met de nodige consequenties voor de toekomst.
Van het privéleven van Egbert van Amstel is niets bekend. Ook de namen van zijn moeder en vrouw zijn onbekend. Vermoedelijk was hij getrouwd met een vrouw uit de beroepsstand van de minsterialiteit van Utrecht.

## Overlijden en nazaten
In 1169 wordt Gijsbrecht I als, vermoedelijk, oudste van zijn zonen genoemd en in 1172 trad Egbert op met een jongere zoon Hendrik. Het overlijden van Egbert van Amstel moet worden geplaatst op een datum tussen 24 september 1172, toen hij voor het laatst optrad en 1176, het jaar waarin Gijsbrecht I van Amstel getuigde voor Godfried van Rhenen, bisschop van Utrecht. Waarschijnlijk had Egbert ook een dochter, Margarethe (Margriet), die getrouwd was met Ernst van Wulven die ook optrad als dienstman van de bisschop (zijn vader Alfer was hoofdschout van Utrecht).